# Râul Valea Boului, Horezu
Râul Valea Boului este un curs de apă, afluent al râului Horezu. 